# Selenometionina
La selenometionina és un aminoàcid que es presenta de manera natural i que conté seleni. L'L-enantiòmer de selenometionina, conegut com a Se-Met i SEM, és una font comuna natural de seleni i és la forma de seleni que predomina a les nous del Brasil, grans de cereals, llavors de soia i lleguminoses, mentre que la forma Se-metilselenocisteïna, o el seu derivat γ-glutamil, és la forma de seleni que es troba en els gèneres de plantes Astragalus, Allium i Brassica.
Té activitat antioxidant. El seleni i el sofre comparteixen moltes propietats químiques per tant la substitució de la metionina per la selenotionina només té un efecte limitat en l'estructura i funció de les proteïnes.